# فرانك هاولي
فرانك هاولي (بالإنجليزية: Frank Hawley)‏ (19 يوليو 1877 في المملكة المتحدة - 23 أغسطس 1913 في المملكة المتحدة) هو لاعب كريكت بريطاني (وحمل سابقاً جنسية المملكة المتحدة لبريطانيا العظمى وأيرلندا). لعب مع نادي مقاطعة نوتنغهامشير للكريكت ‏.

## وصلات خارجية
- فرانك هاولي على موقع إي آس بي آن كريك إنفو (الإنجليزية)